# Lennartsnäs

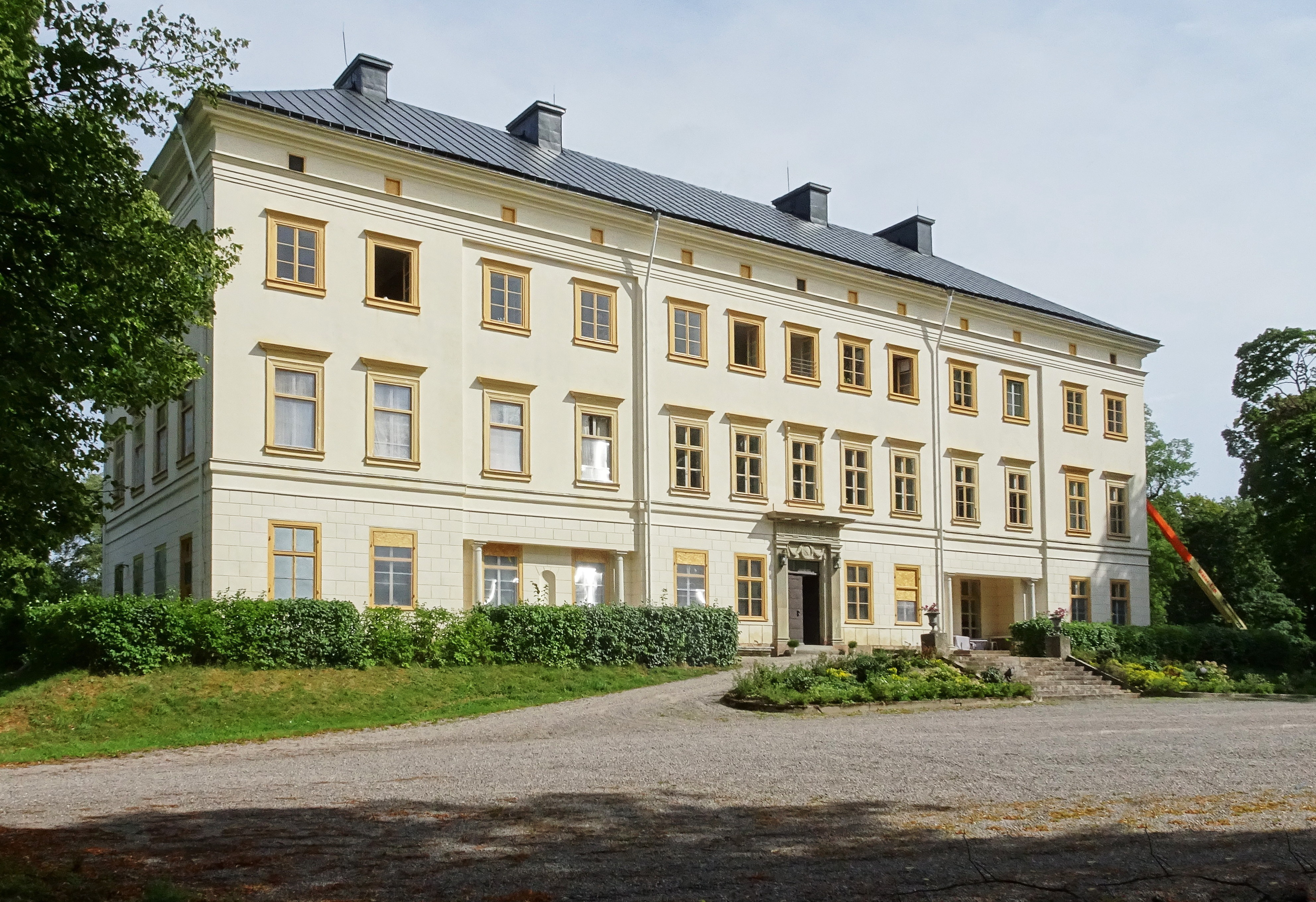
Lennartsnäs, fasad mot väster, augusti 2018.

Lennartsnäs är en herrgård och ett tidigare säteri i Stockholms-Näs socken i Upplands-Bro kommun. Lennartsnäs ligger vid västra sidan av Mälarfjärden Görväln. 

## Historik

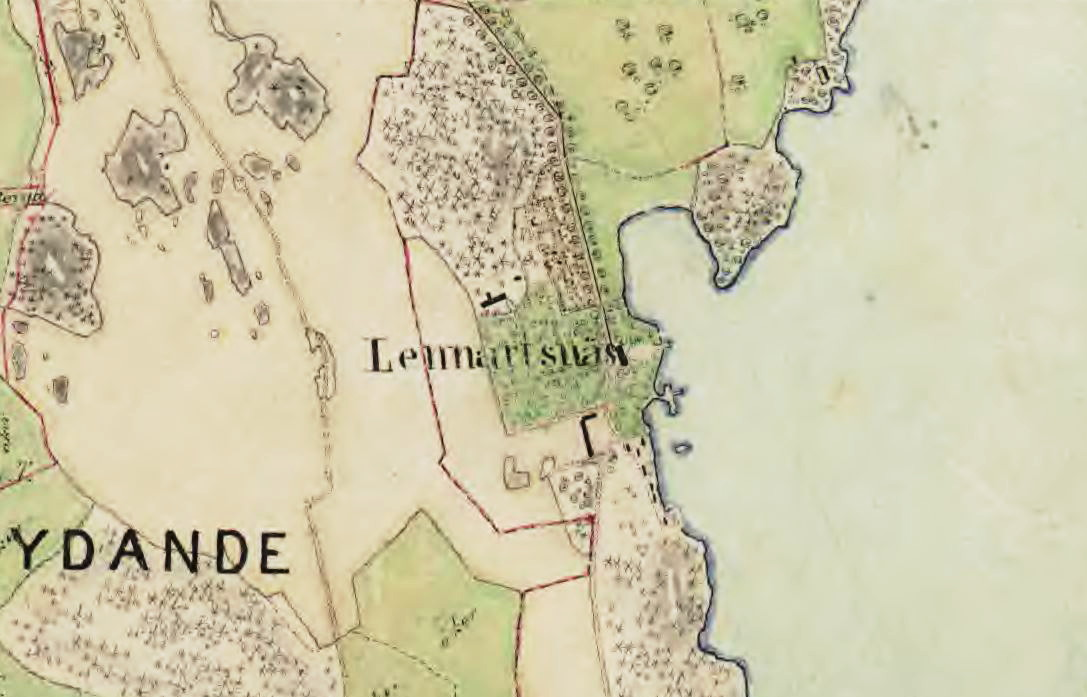
Lennartsnäs på 1860-talet.

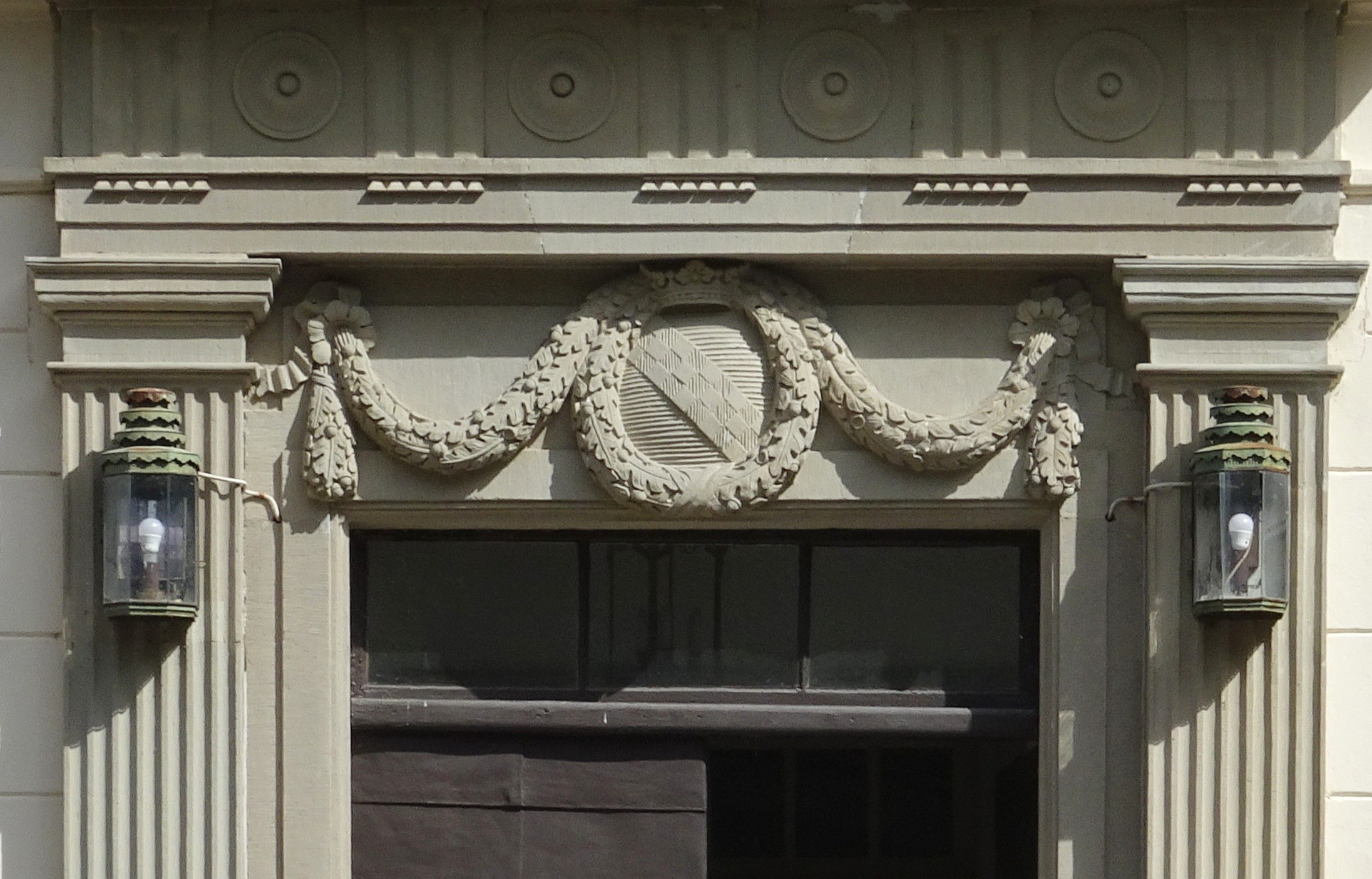
Wachschlagers vapensköld över porten.

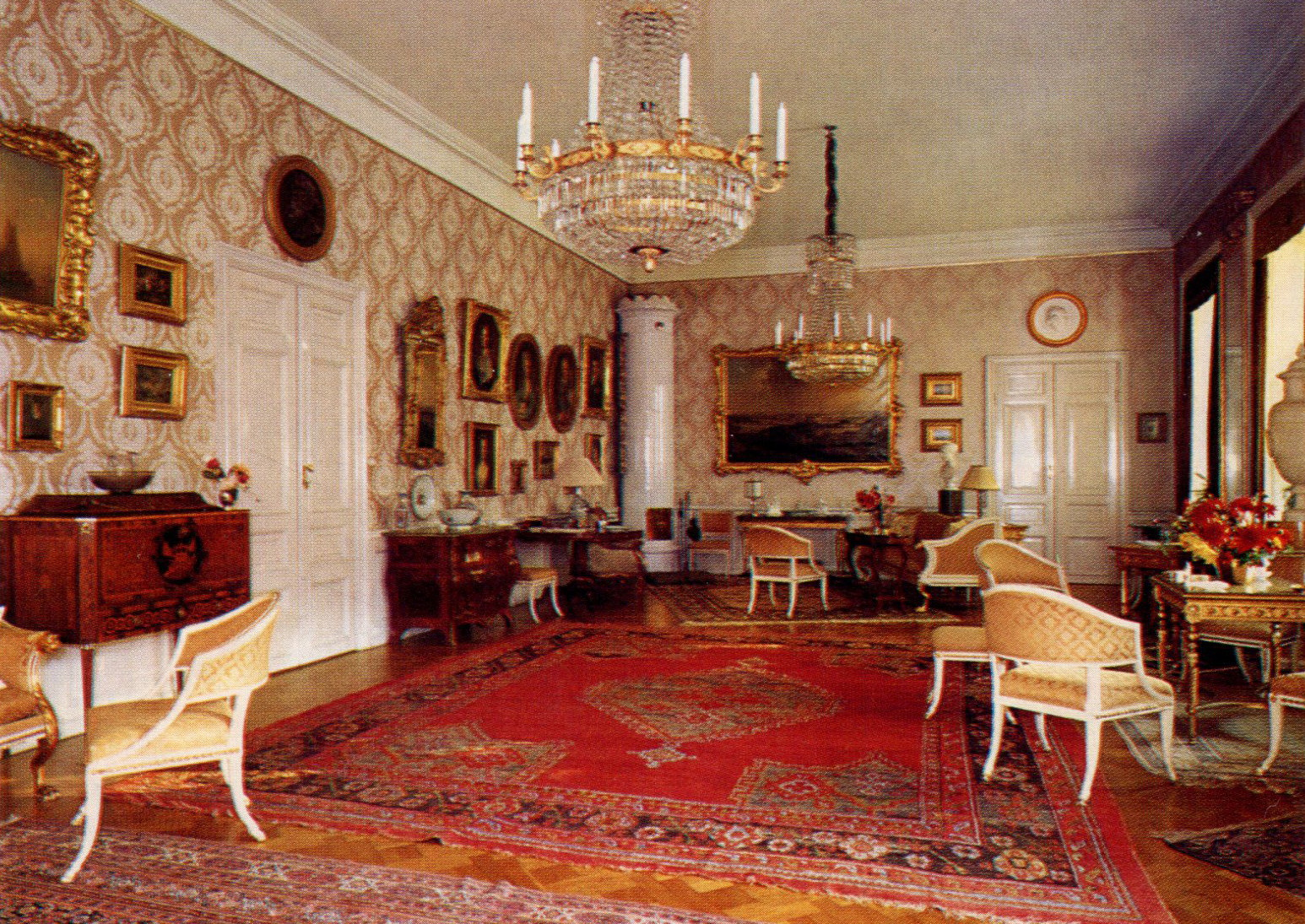
Stora salongen som den såg ut 1967.

Godset har bildats av två gårdar, Källvik och Hambra som var kronogods, och på medeltiden tillhörde Vadstena kloster. År 1573 byttes egendomen till frälsesäteri av Erik XIV:s fältöverste Anders Sigfridsson (adlad Rålamb). I 1641 års jordebok anges att släkten Körning var ägare genom Anders Körning (död 1639). Hans änka bytte 1647 bort gården till fältmarskalken Lennart Torstenson som gjorde Hambra till sitt säteri. Exakt när det döptes till Lennartsnäs är okänt, men redan under Torstenssons livstid var det känt under detta namn, och i fältmarskalken Carl Gustaf Wrangels räkenskaper hösten 1653 nämns flera färder till familjens vänner på "Lennartsnäss".
Säteriet ärvdes sedan av hans son greve Anders Torstenson. Lennartsnäs tillhörde sedan den Torstensonska  släkten till 1758. Egendomen köptes då av köpmannen Henrik König och 1769 av ceremonimästaren Gustaf Wachschlager. Under hans tid började nuvarande huvudbyggnad att uppföras (enligt en inskription över porten 1787) men bygget lämnades ofullbordat och färdigställdes först 1832. 
Säteriet ärvdes 1812 av hans dotter Lovisa Christina som sedan 1791 var gift med skalden och riksmarskalken greve Johan Gabriel Oxenstierna. Efter hennes död 1809 gick Lennartsnäs till sonen greve Gustaf Göran Gabriel Oxenstierna. Han behöll dock inte egendomen utan sålde den 1831 till greve Pehr Gustaf af Ugglas som samtidigt ägde gårdarna Almare-Stäket, Forsmark och Krusenberg. Under hans tid färdigställdes Lennartsnäs corps de logi. 
År 1850 överlät han Lennartsnäs och det nyförvärvade Öråker (granngården i norr) till sin son friherre Curt Gustaf af Ugglas som var landshövding i Östergötlands län och 1867–1870 även Sveriges finansminister. Egendomen köptes 1948 av friherre Oscar af Ugglas och stannade inom släkten till 1999 då huvudbyggnaden avstyckades från Lennartsnäs gods för att bli privatbostad och en stor del av inventarierna såldes.

## "Slottet" idag
År 2016 förvärvades ”slottet” av en bostadsrättsförening som delade upp husets tre våningsplan i sex oinredda lägenheter och sålde dem för mellan 6,75 och 8,75 miljoner kronor. I slottsköpet ingick även en stor sjötomt med eget fiskevatten, ångbåtsbrygga, parkliknande trädgård, tennisplan och ett lusthus.

## Bebyggelsen

### Huvudbyggnad
Corps de logi nås från norr via en trädplanterad cirka 450 meter lång rak allé. Den stora manbyggnaden i nyklassicistisk stil har rektangulär plan, är tre våningar hög och har tretton fönsteraxlar på långsidorna samt fyra på kortsidorna. Östra fasaden vänder sig mot en mindre park och Mälarfjärden Görväln och bjuder på vidsträckt utsikt över vattnet. Huvudportalen är anordnad mot väster och smyckas av en blomstergirlang med Wachschlagers vapensköld i mitten. Över den östra portalen finns en inskription: ”Grundlagdt MDCCLXXXVII” (1787). 
Möjligtvis ingår delar av ett brunnet 1600-talshus i bottenvåningen. Den genomgående entréhallen med sina vackra valvkupor kan vara ett 1600-talsrum. I interiören märks bland annat Stora salongen med fem fönster. Rummet var huvudsakligen inrett i empir men är idag tömt.

### Ridanläggning
Nordväst om huvudbyggnaden låg och ligger gårdens ekonomibyggnader med stall och ladugård. En modern ridanläggning, uppförd på 1990-talet, utgör idag grunden för verksamheten som ägs av Caroline af Ugglas Åberg och Hans Åberg.

## Bilder

Huvudbyggnad
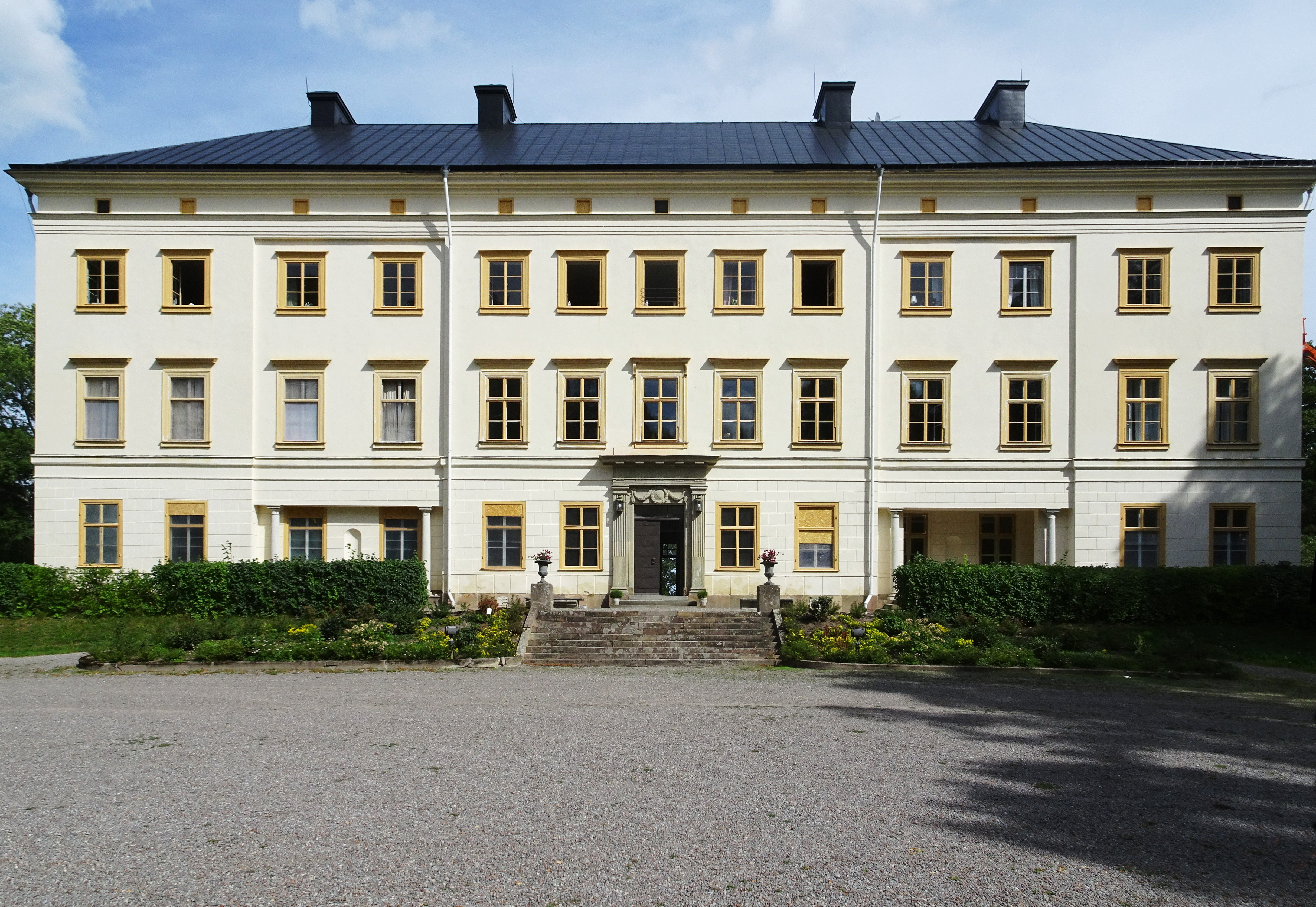
Fasad mot väster.
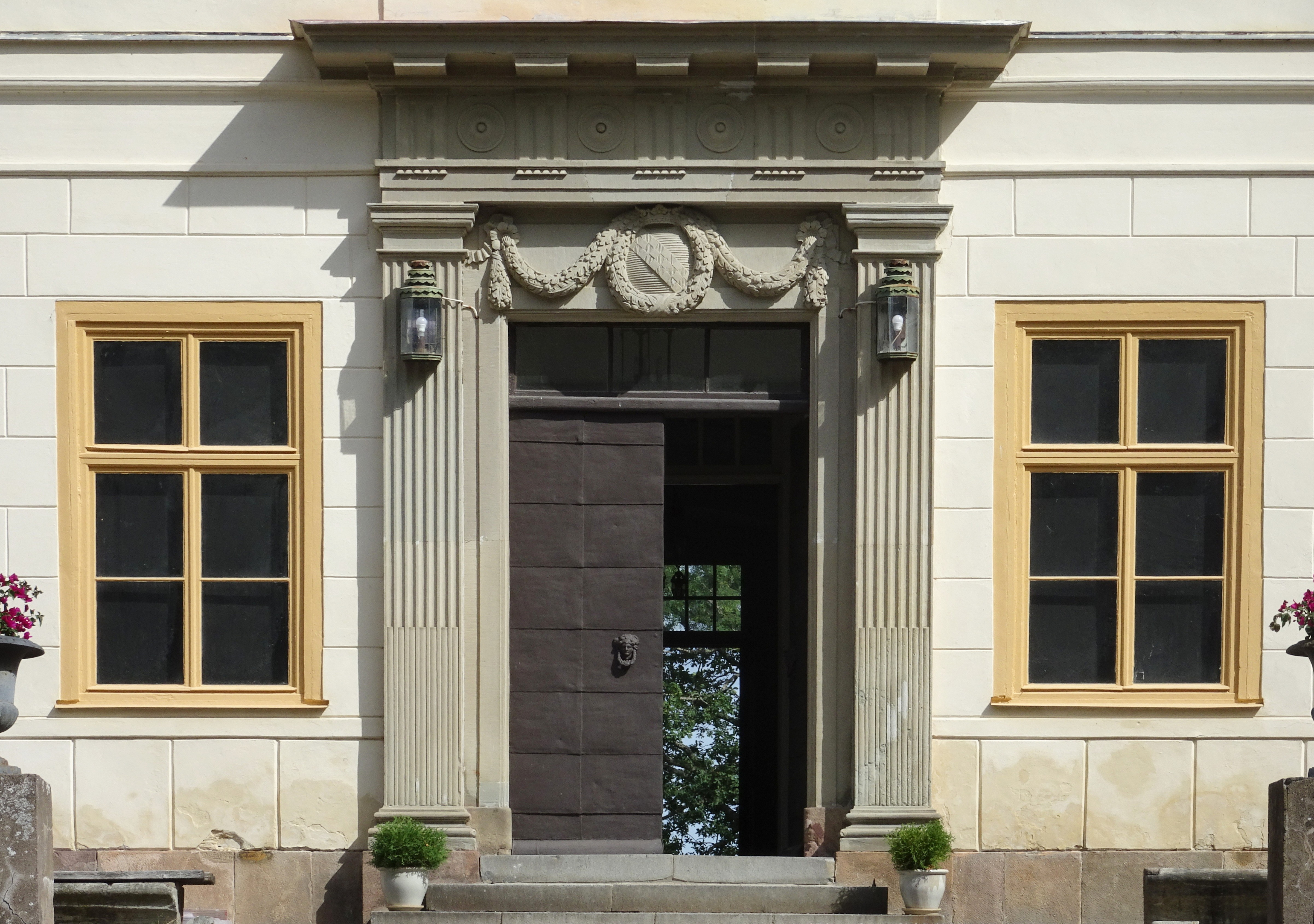
Entréportal.
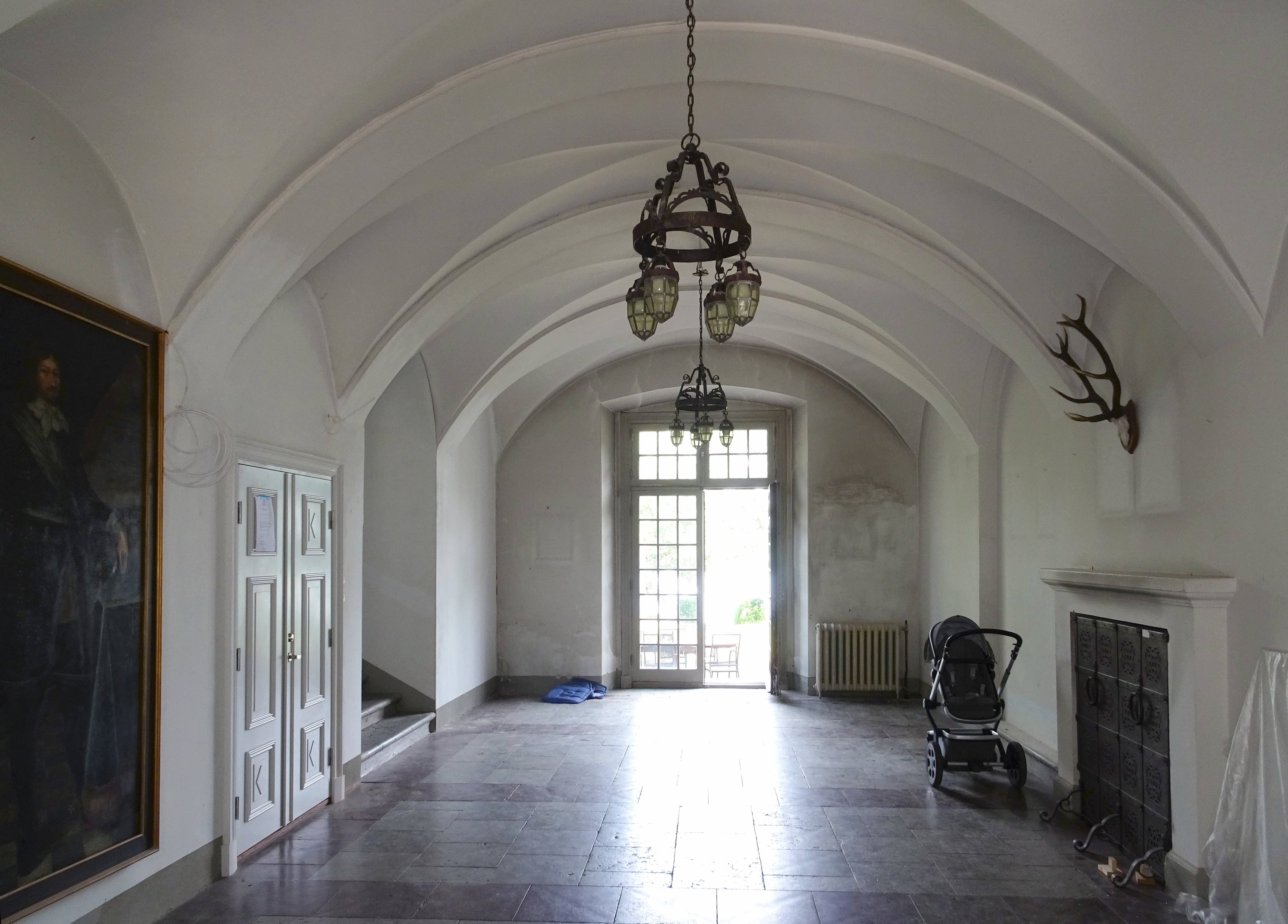
Entréhallen.
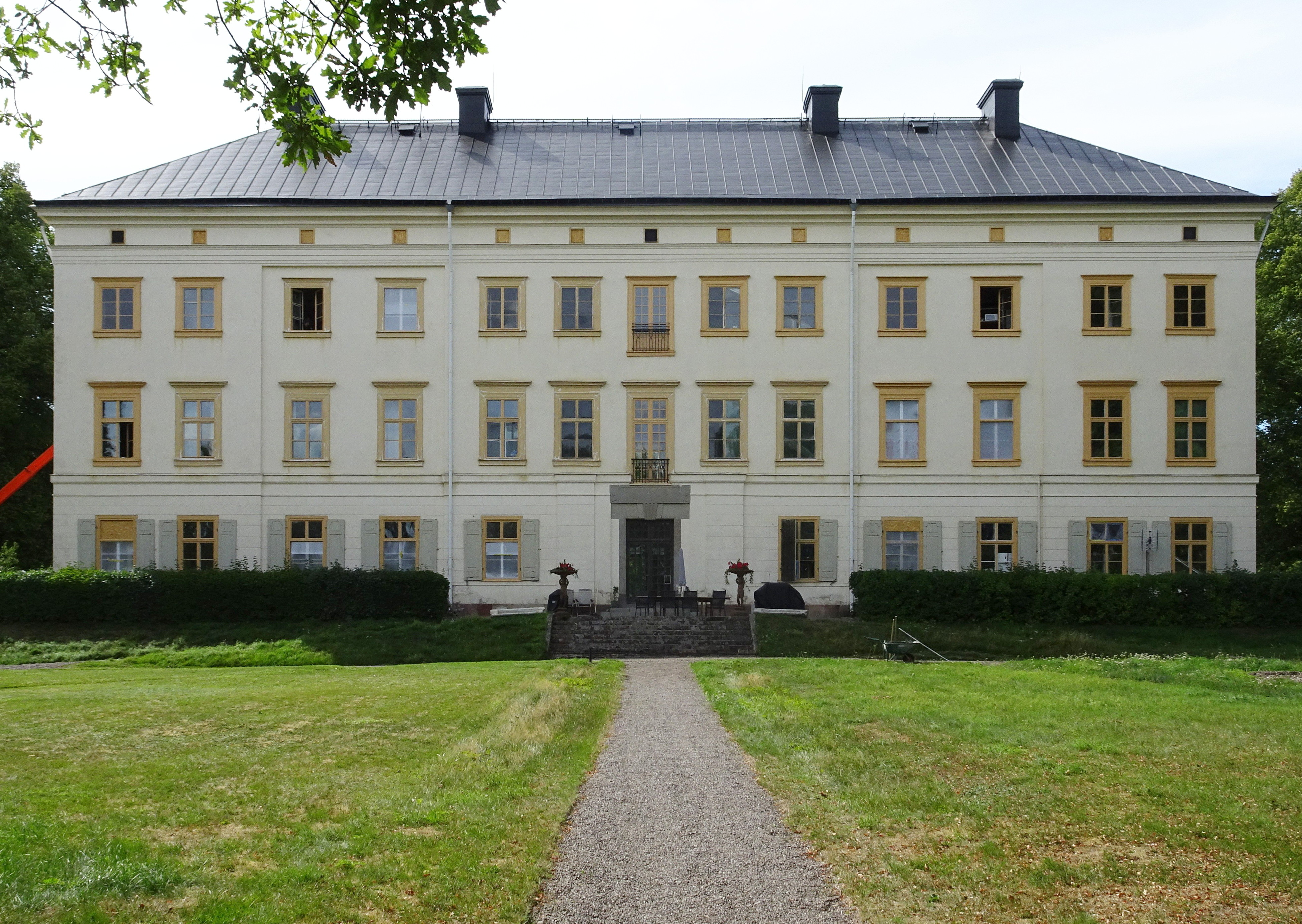
Fasad mot öster.

Övrigt
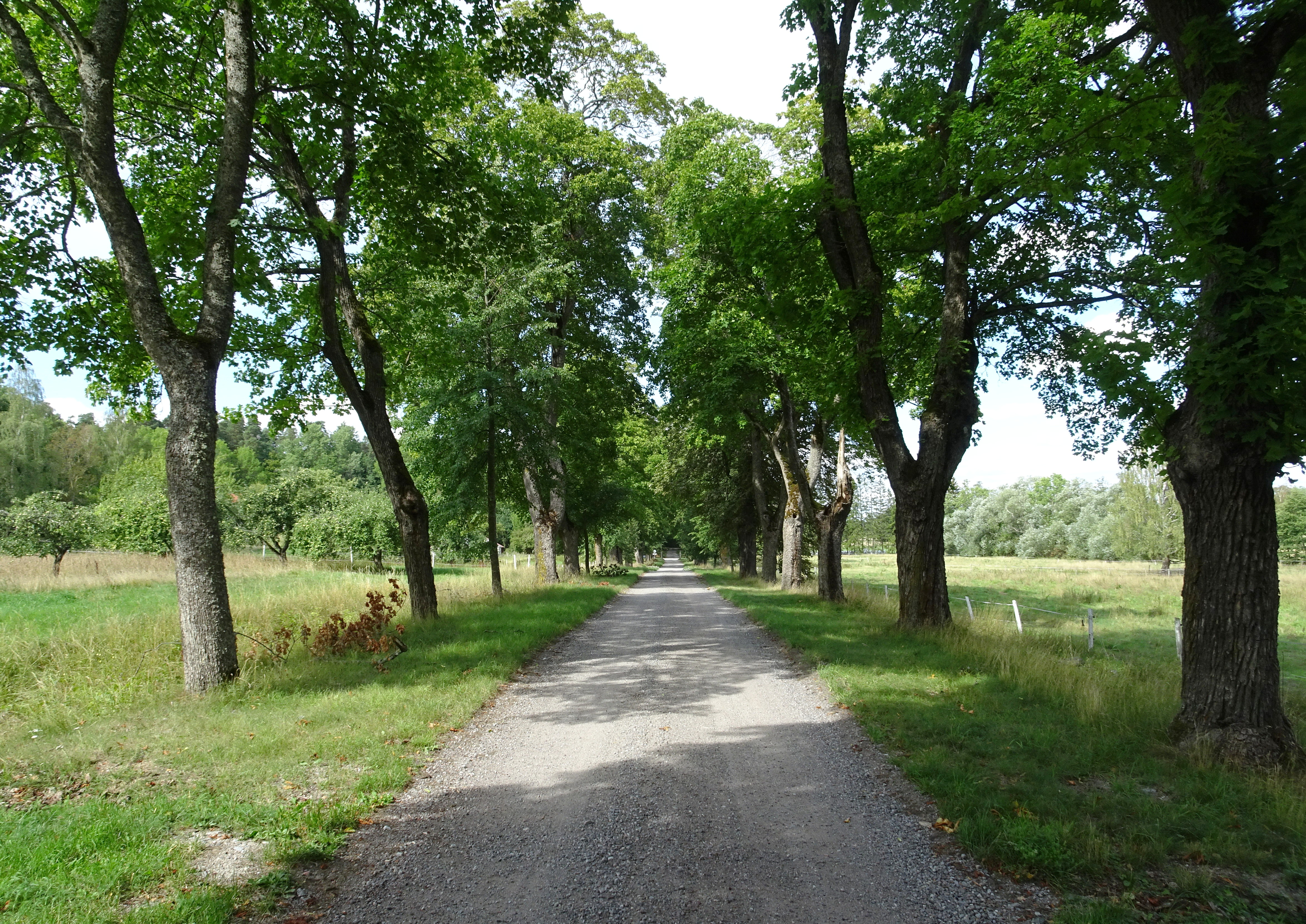
Allén.
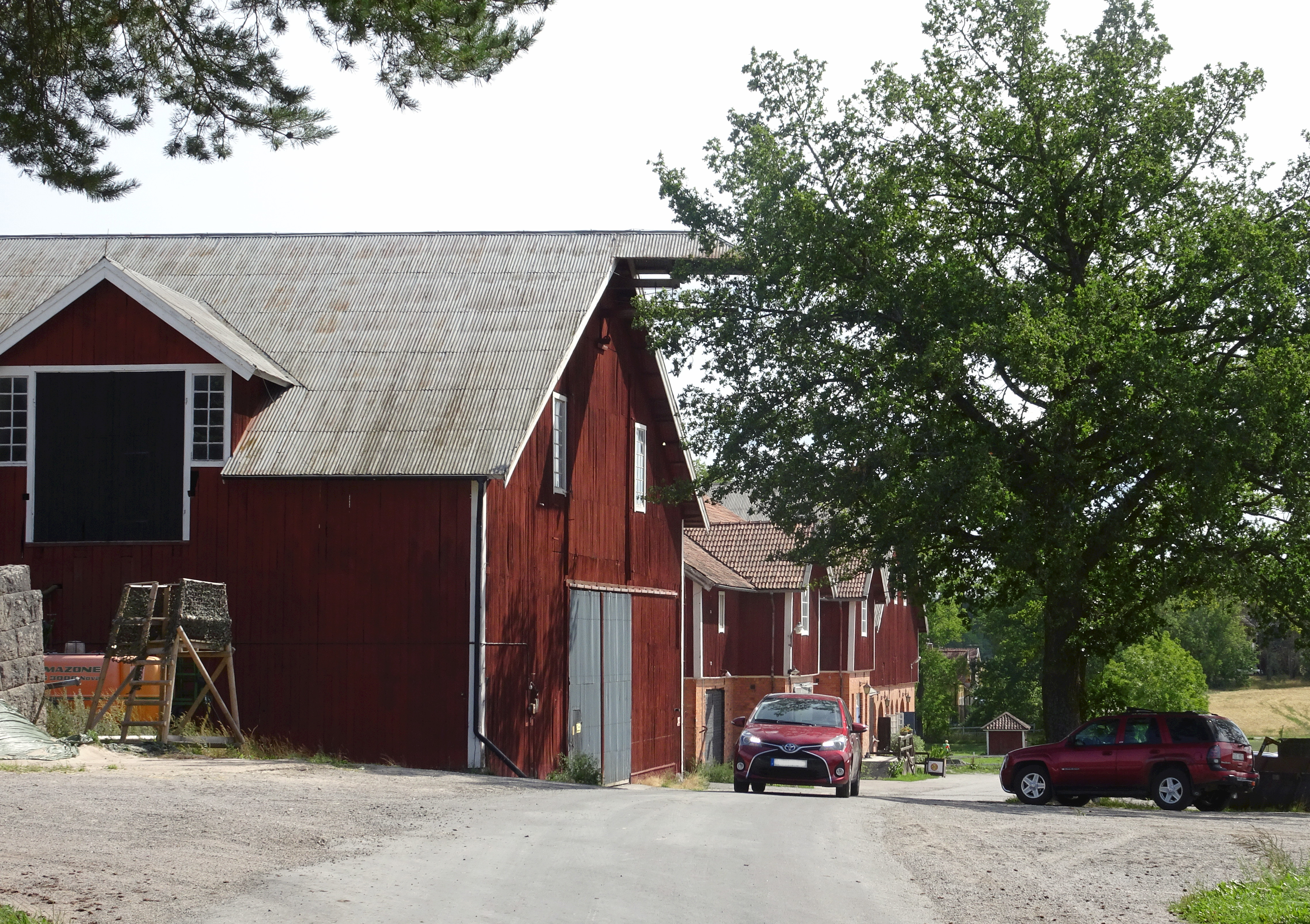
Bruksvägen med äldre ekonomibyggnader.
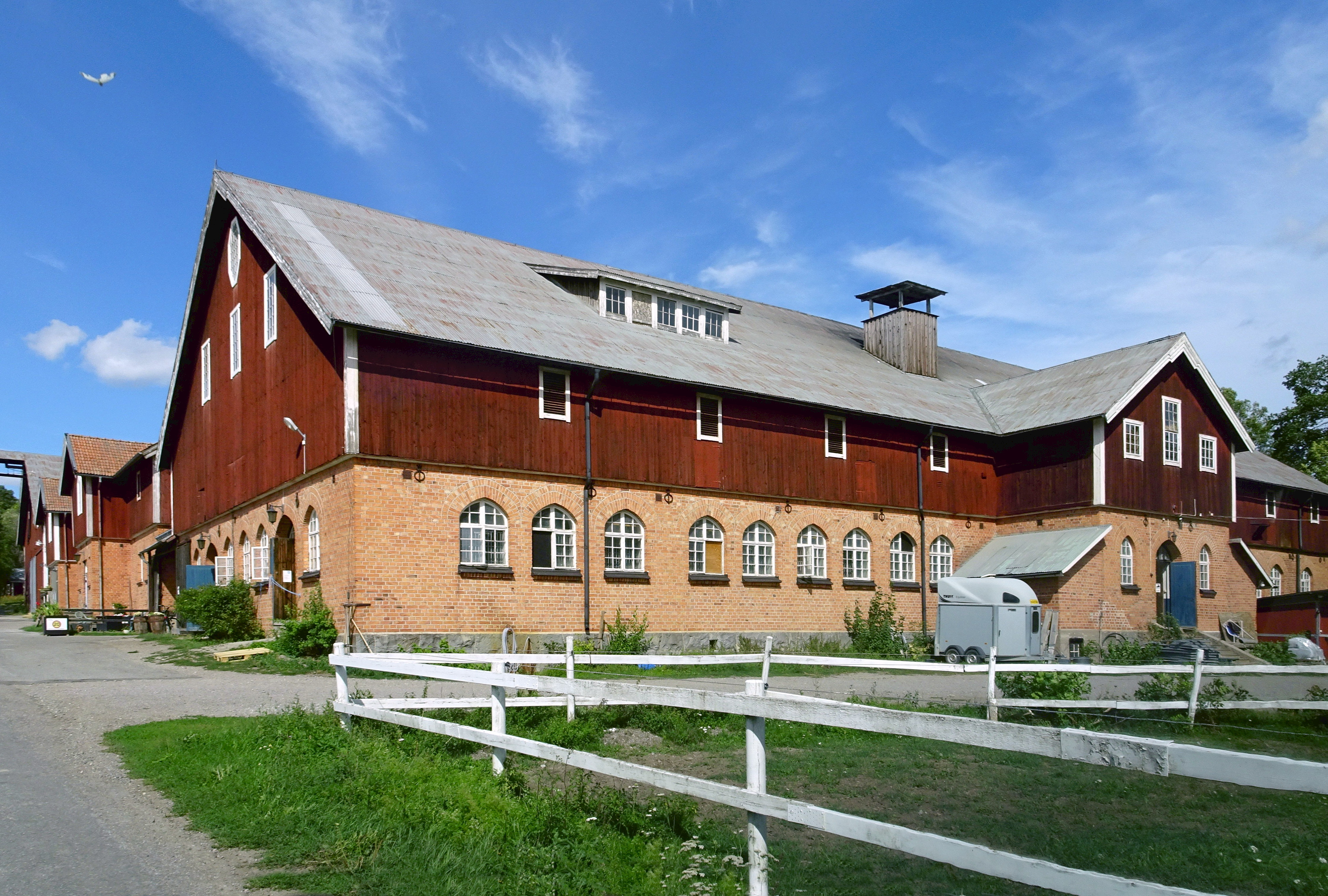
Ridstallet.
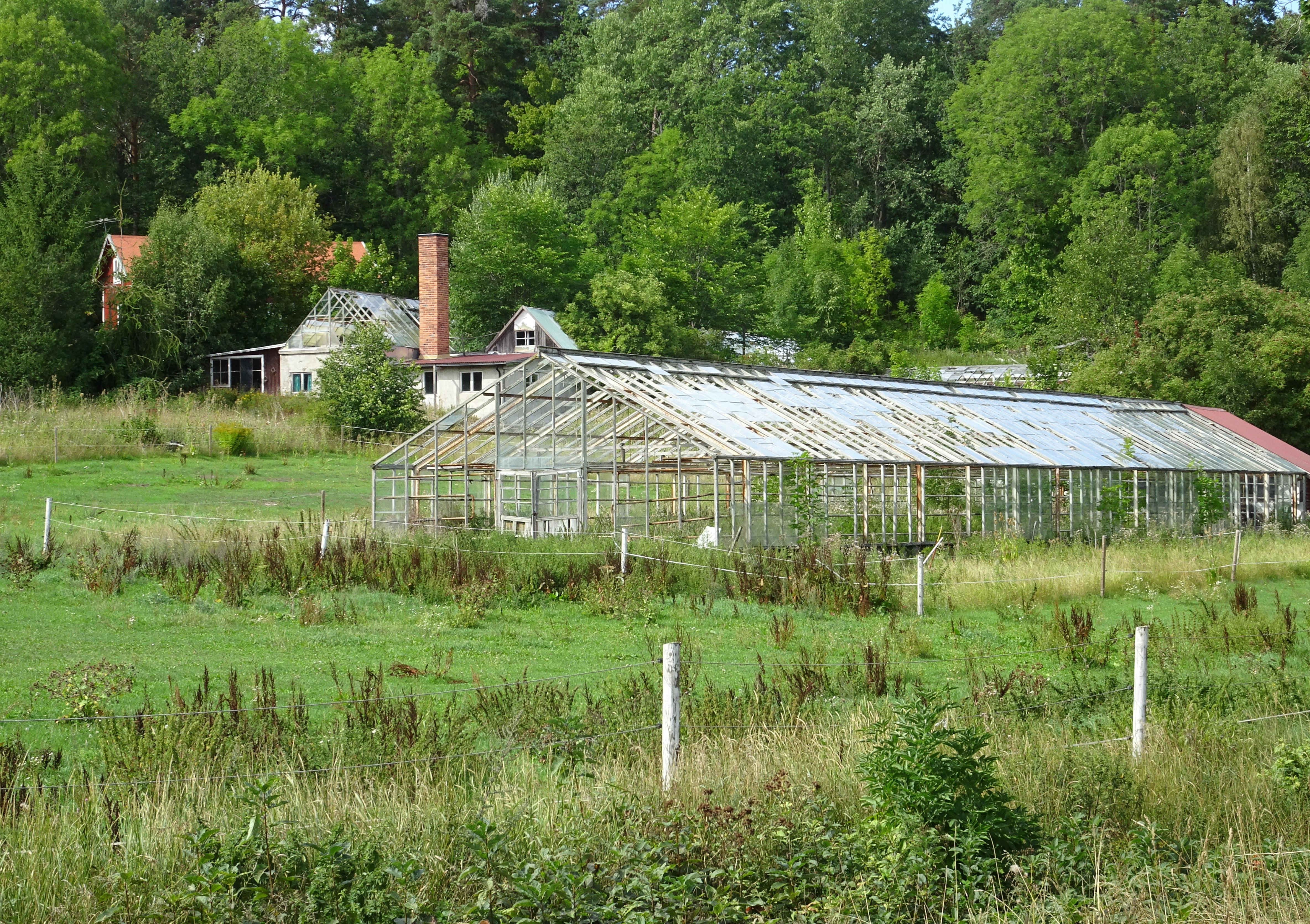
Gårdens numera förfallna växthus.